# Kacko
Kacko – jezioro położone w Polsce, w województwie wielkopolskim, w gminie Okonek, we wsi Pniewo.
Powierzchnia akwenu wynosi około 38,5 ha, a objętość około 1069,4 tysięcy m³. Jest to największe jezioro gminy Okonek. Nad jeziorem znajduje się plaża.